# Dillesz család
Turnai és dicskei Dillesz család egy Bars vármegyei és Verebélyi széki érseki nemesi család.
Hont, Nyitra, Trencsén és Bars vármegyékre kiterjedt család. A 16. századtól tűnik fel. András fia Péter 1594-ben Baragyáni Tamással egyezkedett. Péter és fiai 1628-ban II. Ferdinándtól királyi megerősítő levelet szerzett Nagysáró és Besse, valamint több Trencsén vármegyei helységben levő birtokrészekre (Turna, Szedlicsna és Nemesrédek). Péter 1684-ben a barsi nemesi felkelő sereg tagja és Érsekújvárnál megsebesült. Ignác 1757. június 18-án Kolínnál halálosan megsebesült. II. Ignác 1757-ben Deménden birtokos, a Hont vármegyei ág alapítója. 
Dillesz János és Lipót testvérek eladták malackai örökségüket és Bars vármegyébe költöztek. Dillesz János a gróf Koller család nagymányai tiszttartója lett. Jánosnak is volt két fia: József és Mátyás (?-1812), aki a 18. század végén megszerezte a verebélyi posta-regalét. Mátyásnak Timon Ágnestől 3 árvája maradt: Ignác, István és Anna. Dillesz Lipót végül Nagyvázsonyba költözött, ahol szintén postamester lett. A verebélyi postamesterséget Mátyás fia István folytatta, akinek felesége Huszóczy Kunigunda (1813-1872) Dunaföldváron hunyt el. Fiuk Sándor ügyvéd, vármegyei hivatalnok és politikus volt, aki megszerezte a tildi Illovay család birtokát, a családi házzal együtt. Gazdag régiség-gyűjteményét a vármegyének ajándékozta és ezzel megvetette a vármegyei múzeum alapját. A verebélyi postaállomást 1869-ben Nécsey József vette bérbe, aki szintén szenvedélyes kutató és gyűjtő volt.
A család címere kékben, hármas zöld halomról ágaskodó egyszarvú. Zárt sisak. Sisakdísz: jobbjában görbe kardot, baljában borágról három szőlőfürtöt tartó, kinövő kétfarkú, arany oroszlán. Takarók: kék, arany – fekete, vörös.

## Neves családtagok
- Dillesz József a 18. század közepén a nagyváradi káptalan jogtanácsosa és javainak igazgatója.
- Dillesz István verebélyi postamester, 1844-ben a verebélyi szék adórovója, a postai kifejezések magyarosítója.[3]
- Dillesz Sándor (1835-1907) István fia, földbirtokos, ügyvéd, főszolgabíró, múzeumalapító.
- Dillesz Kálmán királyi aljárásbiró Verebélyen.